# Marumba jankowskii
Marumba jankowskii là một loài bướm đêm thuộc họ Sphingidae. Nó được tìm thấy ở tây nam Viễn Đông Nga, đông bắc Trung Quốc, Triều Tiên, Hàn Quốc và Nhật Bản.
Sải cánh dài 68–80 mm. Nó gần giống loài Marumba maackii, but the hindwing upperside costal và distal areas are not yellow. Con trưởng thành bay từ đầu tháng 6 đến cuối tháng 8 in Korea.
Ấu trùng ăn các loài Tilia, bao gồm Tilia mandshurica.